# ジュール＝レオン・デュトルイユ・ド・ラン

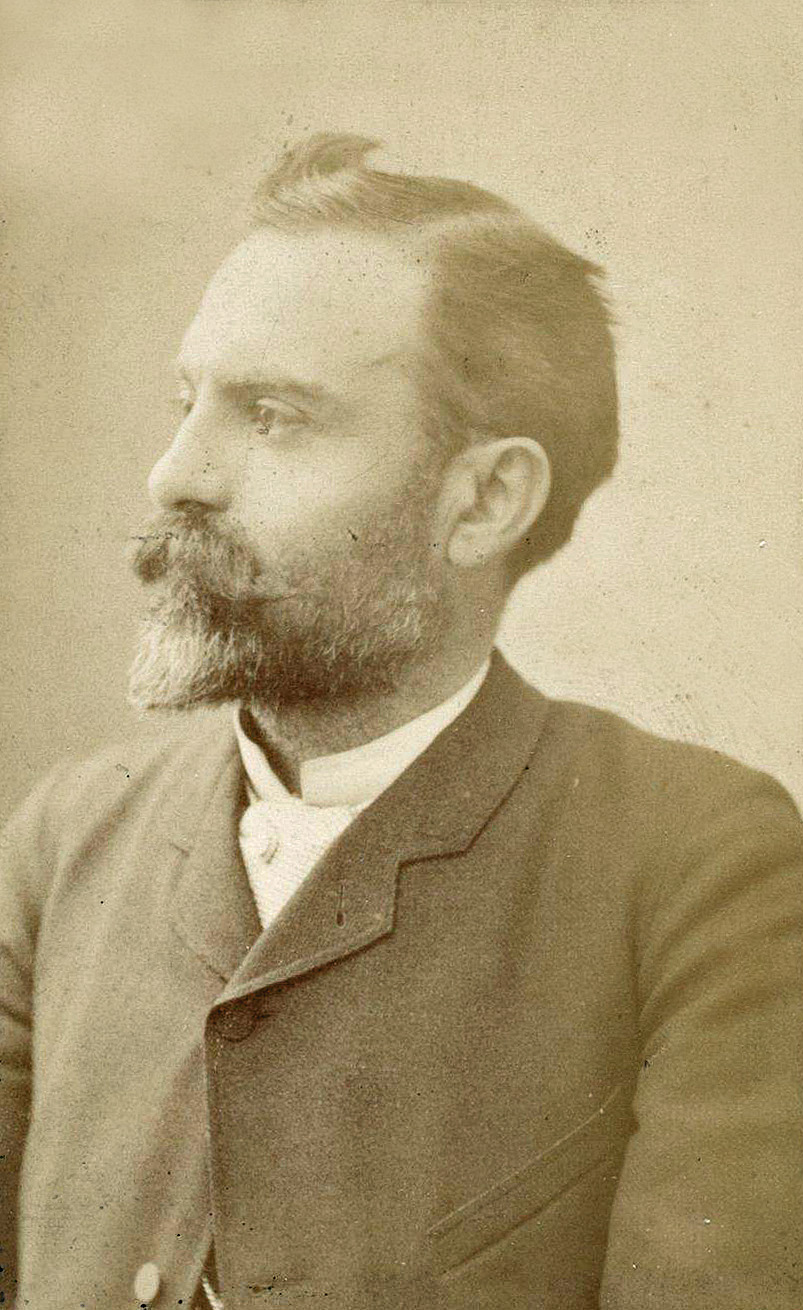

ジュール＝レオン・デュトルイユ・ド・ラン（Jules-Léon Dutreuil de Rhins、1846年1月2日 - 1894年6月5日）は、フランスの探検家、地図製作者。中央アジア・チベット探検中に殺害された。

## 生涯と業績
デュトルイユ・ド・ランはリヨンに生まれ、船員の職についた。1862年から1867年にかけてメキシコ探検にかかわった。普仏戦争ではフランスとアルジェリア間の兵士の輸送にたずさわった。その後、1876年まで船長として太平洋・南アメリカ・地中海・北海などを航海した。
1874年にフランスと阮朝の間で第二次サイゴン条約が結ばれた後、フランスは阮朝に5隻の軍船を贈り、フランス人の指導によって阮朝に海軍を建設しようとした。デュトルイユ・ド・ランは1876年に砲艦スコルピヨン号の艦長に就任したものの、装備の質は悪く、阮朝政府も大型船のための資金を出そうとしなかったため、翌1877年には辞職した。しかし、この間に宣教師の集めた資料を利用してベトナムの歴史・経済・地理の情報を収集し、またフエとダナン湾の詳しい地図を作成した。
- Le royaume d'Annam et les Annanites, journal de voyage. Paris. (1879)

いったん帰国した後、1877年から1880年まで3年間をかけて再びベトナムの地図作成のための調査を行い、1881年に縮尺百万分の一のベトナム地図を出版した。
その後はエジプトでウラービー革命を取材したり、ピエール・ブラザの西アフリカ探検に同行したりした。1885年にはレジオンドヌール勲章シュヴァリエの叙勲を受けた。

### 中央アジア探検
1889年にデュトルイユ・ド・ランは中央アジアとチベットの探検の計画を立て、公共教育省とフランス学士院に資金援助を要求した。当時の地図ではこれらの地域にはまだ空白が多かった。考古学や文物の調査のために、探検には東洋言語学校のフェルナン・グルナールが同行した。ふたりはマルセイユ港を1891年2月21日に出発して、コンスタンティノープルから陸路を行き、7月7日にホータンに到着した。そこで探検隊を結成し、1892年6月からラダック、レー、カシミール、カラコルム峠を訪れたが病気になり、11月にはホータンに引きかえした。
翌1893年5月からラサをめざしてチベット北部の荒涼とした地を進み、12月にナムツォまで到達したが、そこで清の役人に遮られ、ラサに入ることはできなかった。デュトルイユ・ド・ランはあきらめて北東に去り、サルウィン川、メコン川、長江の源流を探検した。西寧へ向かう途中で馬を盗まれて動けなくなり、チベット人の馬を奪って出発しようとしたが、村人に襲われて殺された。
グルナールは生きのびて西寧を経由して北京に到着した。フランス大使のオーギュスト・ジェラールはこの事件に抗議した。主犯とされた村人4人が西寧で斬首され、また清は賠償金を支払った。
1897年から翌年にかけて、グルナールによって探検の記録が出版された（全3巻）。
- Mission scientifique dans la Haute-Asie, 1890-1895. Paris: Ernest Leroux. (1897-1898) 巻2 巻3

グルナールは碑文の写しや写本を持ち帰った。とくに有名なのはホータン近辺で得たガンダーラ語『法句経』で、エミール・スナールによって1898年に発表された。同じ写本の別の部分をカシュガルに駐在していたロシア領事ニコライ・ペトロフスキーが入手し、セルゲイ・オルデンブルクの手に渡った。1990年代に新たな写本が出現するまでの100年間、ガンダーラ語法句経は唯一のガンダーラ語仏教写本だった。